# 別認輸
《別認輸》，是日本摇滚樂團ZARD的第6張單曲。1993年1月27日發行。是ZARD的代表作之一和最暢銷的單曲。還是日本經典的應援歌曲。

## 簡介
ZARD的代表歌曲之一，最具知名度和最受歡迎的歌曲。
原本這首歌是打算作為專輯的收錄曲目之一，後來才單曲化發行。
坂井泉水表示她當初為歌曲填詞時是打算寫關於戀愛內容的，但她聽完織田哲郎為她做好的樣本曲子後，突然覺得「像首應援歌」，於是就改寫應援歌歌詞了，為這首歌填詞比平時填詞享受很多。單曲發行的時候，正值團塊Junior世代的學生面對升學考試的時期，因此引起很大的共鳴。
作曲人織田哲郎曾認為坂井唱得很「奇怪」，但這首歌就因為坂井獨特的唱腔而大熱並且成為經典。
被用作同社的女演員松雪泰子主演的富士電視台電視劇《白鳥麗子》的第1期片尾曲。
1993年2月5日，第5次上朝日電視台音樂節目《MUSIC STATION》演出的ZARD就是演唱這首歌，當時町田文人、道倉康介和池澤公隆已經事實上退出樂團，那次也是ZARD最後一次上電視音樂節目。
單曲發行首週在Oricon公信榜排行第2位，已經創下ZARD當時初動的最高紀錄了。隨後幾週顯示出強大的後勁，連續十個星期停留在Oricon公信榜前10位。在發行後第四週，終於取得冠軍。發行後第八週，銷量突破百萬。是1993年度日本單曲銷量第6位。總銷量高達164.5萬張，是ZARD銷量最高的單曲。
這首歌作為應援歌曲廣受歡迎，並且隨著時間的推移越來越經典。1993年的日本，正值泡沫景氣爆破不久，並且進入了經濟長期停滯的「失去的十年」，民眾承受的生活和心理壓力比以前大很多，因此這首歌被譽為是「失去的十年」的應援主題歌。
在日本許多體育運動，尤其是高校棒球，都很喜歡將這首歌作為入場式歌曲和應援歌。1997年，文部省將這首歌列入高校音樂教科書。
2007年ZARD的主唱坂井泉水意外逝世之後，在當年的《24小時電視 「愛心救地球」》和第58回NHK紅白歌合戰中都設有坂井泉水的追悼環節，《別認輸》作為ZARD的經典歌曲都出現了。其後於2014年時被小田急電鐵小田原線的澀澤站作為上行線的進站音樂。

## 收錄曲
1. 別認輸（負けないで）
作詞：坂井泉水
作曲：織田哲郎
編曲：葉山武
富士系電視劇《白鳥麗子》的主題曲。
  - 和声邀请大黑摩季、栗林誠一郎（日语：栗林誠一郎）、生澤佑一（日语：生沢佑一）担任 [9]。
2. Stray Love （Stray Love）
作詞：坂井泉水
作曲：川島美香（日语：川島だりあ）
編曲：明石昌夫
3. 別認輸（Original Karaoke）
4. Stray Love（Original Karaoke）

## 参加者
ZARD
- 坂井泉水：Vocal (#1,2)

Additional Musician
- 大黑摩季：Guest Chorus (#1,3)
- 栗林誠一郎（日语：栗林誠一郎）：Guest Chorus (#1,3)
- 生澤佑一（日语：生沢佑一）：Guest Chorus (#1,3)